# تاريخ الدبلوماسية

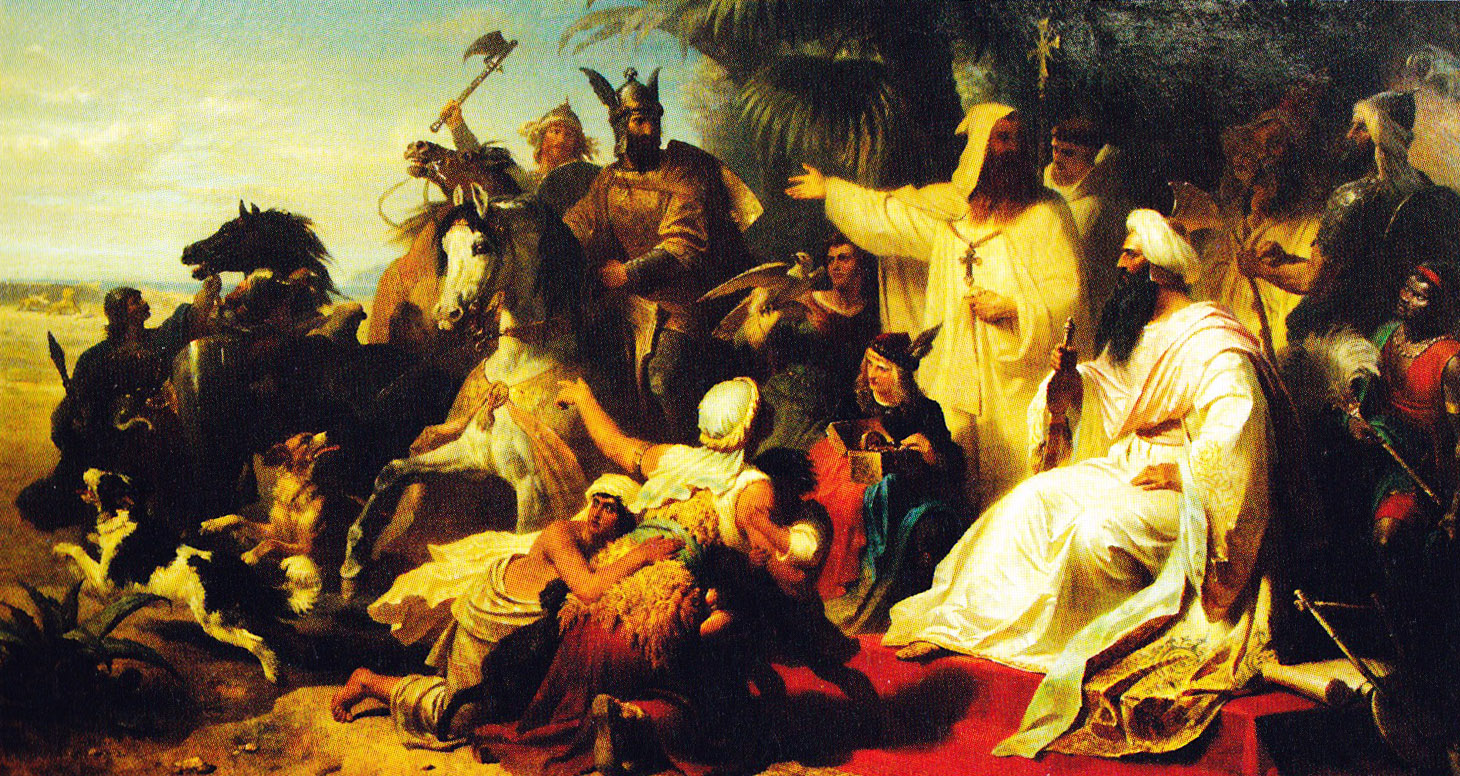

التاريخ الدبلوماسي، (بالإنجليزية: Diplomatic history)‏، يتناول تاريخ العلاقات الدولية بين الدول. ويمكن أن يختلف التاريخ الدبلوماسي عن العلاقات الدولية، حيث يمكن للأولى أن تهتم بالسياسة الخارجية لبلد ما، بينما يتعامل الأخير مع العلاقات بين بلدين أو أكثر. يميل التاريخ الدبلوماسي إلى إيلاء المزيد من الاهتمام لتاريخ الدبلوماسية، بينما العلاقات الدولية أكثر اهتمامًا بالأحداث الجارية، وخلق نموذج يهدف إلى تسليط الضوء على السياسة الدولية.

## التاريخ

### رانك
تم تدوين الشكل الحديث، للتاريخ الدبلوماسي في القرن التاسع عشر، بواسطة ليوبولد فون رانكه، باعتباره المؤرخ الألماني الرائد في القرن التاسع عشر. كتب رانك إلى حد كبير عن تاريخ أوروبا الحديثة المبكرة، مستخدماً المحفوظات الدبلوماسية، للقوى الأوروبية (وخاصة البندقية) لبناء فهم مفصل لتاريخ أوروبا. رأى رانك، أن التاريخ الدبلوماسي، هو أهم أنواع التاريخ المكتوب، بسبب فكرته عن «أسبقية الشؤون الخارجية»، بحجة أن مخاوف العلاقات الدولية، كانت هي الدافع وراء التنمية الداخلية للدولة. استند فهم رانك للتاريخ الدبلوماسي، إلى العدد الكبير من الوثائق الرسمية، الصادرة عن الحكومات الغربية الحديثة، والتي قال إنه ينبغي دراستها، بروح موضوعية ومحايدة.

### علماء القرن العشرين
في أوائل القرن العشرين، كان المؤرخون الدبلوماسيون البارزون، مثل تشارلز ويبستر، وهارولد تيمبرلي، وألفريد بريبرام دبليو شميدت، مهتمين بعدة أحداث، منها حروب نابليون ومؤتمر فيينا، وأصول الحرب الفرنسية الألمانية. ظهر التاريخ الدبلوماسي، في عام 1910، عندما بدأت الحكومة الفرنسية، في نشر جميع الأرشيفات المتعلقة بحرب 1870. كما نشر البلاشفة في روسيا أوراقا سرية رئيسية للحلفاء في عام 1918.
بعد معاهدة فرساي (1919). التي أنهت الحرب العالمية الأولى، ظهر قدر هائل من الكتابة التاريخية، حول موضوع أسباب الحرب العالمية الأولى 1914، كما أن الحكومات أصبحت تطبع مجموعات ضخمة من الوثائق، والعديد من المؤرخين يكتبون التاريخ في مجلدات متعددة عن أصول الحرب.
في الفترة ما بين الحربين العالميتين، كان معظم المؤرخين الدبلوماسيين يميلون إلى إلقاء اللوم على جميع القوى العظمى لعام 1914 في الحرب العالمية الأولى، بحجة أن الحرب كانت في الواقع مسؤولية الجميع.
يشير المؤرخ مورييل تشامبرلين إلى أنه بعد الحرب العالمية الأولى:
```
استبدل التاريخ الدبلوماسي، التاريخ الدستوري كرائد في التحقيق التاريخي، وكان في الوقت نفسه أهم دراسة تاريخية دقيقة وموثقة. وتضيف أنه بعد عام 1945، انعكس الاتجاه، مما أتاح الفرصة للتاريخ السياسي، والفكري، والاجتماعي بإزاحة التاريخ الدبلوماسي.
```

### أسباب الحرب العالمية الثانية
وضع السير ونستون تشرشل في كتابه «الحرب العالمية الثانية» متعدد المجلدات، وخاصة المجلد الأول «العاصفة بركة» (1948) إطار وتفسير التاريخ المتأخر. مرددًا موقفه قبل الحرب، بأن الحرب العالمية الثانية كانت بسبب طموحات أدولف هتلر المجنونة؛ كما لعن تشرشل القادة البريطانيين والفرنسيين الجبناء، وضعف الإرادة، حيث استخدموا الاسترضاء، في محاولة عقيمة لتجنب الحرب.
لم يفكر تشرشل في الحجة القائلة بأن البديل عن الاسترضاء، كان حرباً سابقة لأوانها ستفوز بها ألمانيا في عام 1938. يرجع سبب بدء الحرب العالمية على بولندا في عام 1939 إلى سوء التقدير الدبلوماسي من قبل جميع الدول المعنية، وليس بسبب حالة العدوان الألماني.
جادل المؤرخون البريطانيون مثل دي سي وات وبول كينيدي، وجورج بايدن، وديفيد دايلكس، بأن الاسترضاء لم يكن تحريفا، وأنه كان تقليدًا بريطانيا قديما، نتج عن العديد من العوامل الهيكلية، والاقتصادية، والعسكرية. لقد تخلى المؤرخون مثل كريستوفر ثورن، وهاري هينسلي، عن التركيز، على القادة الأفراد لمناقشة التأثيرات المجتمعية الأوسع مثل الرأي العام، والتأثيرات الأضيق، مثل الاستخبارات، في العلاقات الدبلوماسية. في السنوات الأخيرة، استمرت المناقشات حول ثلاثينيات القرن العشرين، ولكن هناك أساليب جديدة مستخدمة، مثل التحليل، ومن حيث الهوية الوطنية لبريطانيا.

### النهج الفرنسي
بدأت مجموعة من المؤرخين الفرنسيين مثل، بيير رينوفين (1893-1974)، وحماسه جان بابتيست دوروسيل، وموريس بومون، نوعا جديدًا من التاريخ الدولي، في الخمسينيات، بما في ذلك مراعاة ما أسماه رينوفين «القوى العميقة» مثل النفوذ السياسة الداخلي، على السياسة الخارجية الفرنسية. ومع ذلك، ما زال رينوفين، وأتباعه يتبعون مفهوم التوافق، مع رينو، بحجة أن المجتمع الفرنسي في ظل الجمهورية الفرنسية الثالثة كان «يفتقر إلى حد كبير إلى المبادرة في الديناميكية»، ويجادل بومونت بأن السياسيين الفرنسيين سمحوا «للمصالح الشخصية» بتجاوز «أي شعور بالجمهور». في عام 1979، أدان كتاب La Décadence الجمهورية الثالثة بأكملها، ووصفها بالضعف، والجبن، والتدهور.، 

### فيشر ضد الحرب العالمية الأولى
في الوقت نفسه، في عام 1961 عندما نشر المؤرخ الألماني فريتز فيشر Griff nach der Weltmacht، والتي أثبتت أن ألمانيا تسببت في الحرب العالمية الأولى أدت إلى «صراع فيشر» الشرس الذي مزق المهنة التاريخية لألمانيا الغربية.
بدأ المؤرخون الدبلوماسيون في الاهتمام بالسياسة الداخلية. في سبعينيات القرن الماضي، شارك المؤرخ الألماني المحافظ أندرياس هيلجروبر، مع زميله المقرب كلاوس هيلدبراند، في نقاش حاد للغاية مع المؤرخ الألماني اليساري هانز أولريش ويلر، حول مزايا («أولوية السياسة الخارجية») و («أولوية السياسة الداخلية»).
قدم هيلجروبر، وهيلديبراند حجة للنهج التقليدي، لبريمات دير أوسن بوليتك، في التاريخ الدبلوماسي، مع التركيز على فحص سجلات وزارة الخارجية، ذات الصلة ودراسات النخبة في صنع القرارات المتعلقة بالسياسة الخارجية. أكد ويلر، الذي فضل نهج «أولوية السياسة الداخلية»، على أن التاريخ الدبلوماسي يجب أن يعامل على أنه فرع من فروع التاريخ الاجتماعي، ويدعو إلى إجراء أبحاث نظرية، وجادل بأن التركيز الحقيقي يجب أن يكون على دراسة المجتمع. علاوة على ذلك، تحت تأثير نهج «أولوية السياسة الداخلية»، بدأ المؤرخون الدبلوماسيون في الستينيات، والسبعينيات، والثمانينيات، باستعارة نماذج للعلوم الاجتماعية.

### الدراسات التاريخية
في أوروبا، تراجع التاريخ الدبلوماسي في أواخر الحرب الباردة. منذ انهيار الشيوعية. في تاريخ الدبلوماسية، يختلف النهج الجديد، عن المنظورات السابقة، من خلال دمج المنظورات الشاملة في العلوم السياسية، وعلم الاجتماع، والتاريخ العقلي، والتاريخ الثقافي.
في الولايات المتحدة منذ عام 1980، أصبح انضباط التاريخ الدبلوماسي أكثر صلة بالمجال الرئيسي لمهنة التاريخ وتكامله، حيث كان في طليعة الدراسات الدولية الأمريكية التاريخية. كحقل يستكشف اجتماع القوات المحلية والدولية، أصبحت دراسة العلاقات الخارجية للولايات المتحدة مهمة بشكل متزايد لدراسة الثقافة، والهوية، واستكشاف الإيديولوجيات السياسية. يحتل التاريخ الدبلوماسي موقع الصدارة في البحث التاريخي، خاصة من خلال تأثير الاستشراق، والعولمة، والجنس، والاعتبارات المتعلقة بالهوية الوطنية. وعلى الرغم من هذه الابتكارات، يظل المسعى الرئيسي للتاريخ الدبلوماسي، هو دراسة الدولة، والتي تعد أيضا مفتاحا لجاذبيتها الواسعة، نظرا لأن اعتبارات قوة الدولة الأمريكية ضرورية لفهم العالم دوليا.